# IC 2811
IC 2811 је спирална галаксија у сазвјежђу Лав која се налази на листи објеката дубоког неба у Индекс каталогу.
Деклинација објекта је + 9° 10' 13" а ректасцензија 11h 25m 44,7s. Привидна величина (магнитуда) објекта IC 2811 износи 15,0 а фотографска магнитуда 15,8.